# Album al numero uno della classifica FIMI nel 2014
La presente lista elenca gli album che hanno raggiunto la prima posizione nella classifica settimanale italiana Album, stilata durante il 2014 dalla Federazione Industria Musicale Italiana, in collaborazione con la GfK Retail and Technology Italia.
| Settimana    | Settimana    | Album                                | Artista              | Settimane consecutive | Settimane totali | Fonte  |
| Inizio       | Fine         | Album                                | Artista              | Settimane consecutive | Settimane totali | Fonte  |
| ------------ | ------------ | ------------------------------------ | -------------------- | --------------------- | ---------------- | ------ |
| 30 dicembre  | 5 gennaio    | Mondovisione                         | Luciano Ligabue      | 7                     | 9                | [ 1 ]  |
| 6 gennaio    | 12 gennaio   | Mondovisione                         | Luciano Ligabue      | 7                     | 9                | [ 2 ]  |
| 13 gennaio   | 19 gennaio   | High Hopes                           | Bruce Springsteen    | 3                     | 3                | [ 3 ]  |
| 20 gennaio   | 26 gennaio   | High Hopes                           | Bruce Springsteen    | 3                     | 3                | [ 4 ]  |
| 27 gennaio   | 2 febbraio   | High Hopes                           | Bruce Springsteen    | 3                     | 3                | [ 5 ]  |
| 3 febbraio   | 9 febbraio   | Two Fingerz V                        | Two Fingerz          | 1                     | 1                | [ 6 ]  |
| 10 febbraio  | 16 febbraio  | Mondovisione                         | Luciano Ligabue      | 2                     | 9                | [ 7 ]  |
| 17 febbraio  | 23 febbraio  | Mondovisione                         | Luciano Ligabue      | 2                     | 9                | [ 8 ]  |
| 24 febbraio  | 2 marzo      | Racine carrée                        | Stromae              | 1                     | 1                | [ 9 ]  |
| 3 marzo      | 9 marzo      | Girl                                 | Pharrell Williams    | 1                     | 1                | [ 10 ] |
| 10 marzo     | 16 marzo     | Tempo reale                          | Francesco Renga      | 1                     | 1                | [ 11 ] |
| 17 marzo     | 23 marzo     | Ma che vita la mia                   | Roby Facchinetti     | 1                     | 1                | [ 12 ] |
| 24 marzo     | 30 marzo     | 'A verità                            | Rocco Hunt           | 2                     | 2                | [ 13 ] |
| 31 marzo     | 6 aprile     | 'A verità                            | Rocco Hunt           | 2                     | 2                | [ 14 ] |
| 7 aprile     | 13 aprile    | L'amore comporta                     | Biagio Antonacci     | 2                     | 3                | [ 15 ] |
| 14 aprile    | 20 aprile    | L'amore comporta                     | Biagio Antonacci     | 2                     | 3                | [ 16 ] |
| 21 aprile    | 27 aprile    | Museica                              | Caparezza            | 2                     | 2                | [ 17 ] |
| 28 aprile    | 4 maggio     | Museica                              | Caparezza            | 2                     | 2                | [ 18 ] |
| 5 maggio     | 11 maggio    | Logico                               | Cesare Cremonini     | 1                     | 1                | [ 19 ] |
| 12 maggio    | 18 maggio    | Domani è un altro film (prima parte) | Dear Jack            | 1                     | 7                | [ 20 ] |
| 19 maggio    | 25 maggio    | Ghost Stories                        | Coldplay             | 1                     | 4                | [ 21 ] |
| 26 maggio    | 1º giugno    | Kepler                               | Gemitaiz/MadMan      | 1                     | 1                | [ 22 ] |
| 2 giugno     | 8 giugno     | Domani è un altro film (Prima parte) | Dear Jack            | 3                     | 7                | [ 23 ] |
| 9 giugno     | 15 giugno    | Domani è un altro film (Prima parte) | Dear Jack            | 3                     | 7                | [ 24 ] |
| 16 giugno    | 22 giugno    | Domani è un altro film (Prima parte) | Dear Jack            | 3                     | 7                | [ 25 ] |
| 23 giugno    | 29 giugno    | 5 Seconds of Summer                  | 5 Seconds of Summer  | 2                     | 2                | [ 26 ] |
| 30 giugno    | 6 luglio     | 5 Seconds of Summer                  | 5 Seconds of Summer  | 2                     | 2                | [ 27 ] |
| 7 luglio     | 13 luglio    | Domani è un altro film (Prima parte) | Dear Jack            | 2                     | 7                | [ 28 ] |
| 14 luglio    | 20 luglio    | Domani è un altro film (Prima parte) | Dear Jack            | 2                     | 7                | [ 29 ] |
| 21 luglio    | 27 luglio    | L'amore comporta                     | Biagio Antonacci     | 1                     | 3                | [ 30 ] |
| 28 luglio    | 3 agosto     | Domani è un altro film (Prima parte) | Dear Jack            | 1                     | 7                | [ 31 ] |
| 4 agosto     | 10 agosto    | Senza paura                          | Giorgia              | 1                     | 2                | [ 32 ] |
| 11 agosto    | 17 agosto    | Ghost Stories                        | Coldplay             | 3                     | 4                | [ 33 ] |
| 18 agosto    | 24 agosto    | Ghost Stories                        | Coldplay             | 3                     | 4                | [ 34 ] |
| 25 agosto    | 31 agosto    | Ghost Stories                        | Coldplay             | 3                     | 4                | [ 35 ] |
| 1º settembre | 7 settembre  | Rock Steady                          | Ensi                 | 1                     | 1                | [ 36 ] |
| 8 settembre  | 14 settembre | Non siamo più quelli di Mi fist      | Club Dogo            | 1                     | 1                | [ 37 ] |
| 15 settembre | 21 settembre | Il padrone della festa               | Fabi Silvestri Gazzè | 1                     | 1                | [ 38 ] |
| 22 settembre | 28 settembre | Una nave in una foresta              | Subsonica            | 1                     | 1                | [ 39 ] |
| 29 settembre | 5 ottobre    | Pop-Hoolista                         | Fedez                | 2                     | 3                | [ 40 ] |
| 6 ottobre    | 12 ottobre   | Pop-Hoolista                         | Fedez                | 2                     | 3                | [ 41 ] |
| 13 ottobre   | 19 ottobre   | Songs of Innocence                   | U2                   | 2                     | 2                | [ 42 ] |
| 20 ottobre   | 26 ottobre   | Songs of Innocence                   | U2                   | 2                     | 2                | [ 43 ] |
| 27 ottobre   | 2 novembre   | Fiorella                             | Fiorella Mannoia     | 1                     | 1                | [ 44 ] |
| 3 novembre   | 9 novembre   | Sono innocente                       | Vasco Rossi          | 1                     | 1                | [ 45 ] |
| 10 novembre  | 16 novembre  | The Endless River                    | Pink Floyd           | 1                     | 1                | [ 46 ] |
| 17 novembre  | 23 novembre  | Four                                 | One Direction        | 1                     | 1                | [ 47 ] |
| 24 novembre  | 30 novembre  | TZN - The Best of Tiziano Ferro      | Tiziano Ferro        | 1                     | 6                | [ 48 ] |
| 1º dicembre  | 7 dicembre   | Hitalia                              | Gianna Nannini       | 1                     | 2                | [ 49 ] |
| 8 dicembre   | 14 dicembre  | TZN - The Best of Tiziano Ferro      | Tiziano Ferro        | 1                     | 6                | [ 50 ] |
| 15 dicembre  | 21 dicembre  | Hitalia                              | Gianna Nannini       | 1                     | 2                | [ 51 ] |
| 22 dicembre  | 28 dicembre  | TZN - The Best of Tiziano Ferro      | Tiziano Ferro        | 3                     | 6                | [ 52 ] |

L'album che nel 2014 ha passato più tempo in cima alla classifica di vendita è Domani è un altro film (prima parte) dei Dear Jack (7 settimane non consecutive).